# No Doubt
No Doubt est un groupe de pop punk américain, originaire d'Anaheim, en Californie. Depuis 1994, le groupe comprend la chanteuse Gwen Stefani, le bassiste et claviériste Tony Kanal, le guitariste et claviériste Tom Dumont, et le batteur Adrian Young. Depuis le milieu des années 1990, lors des performances scéniques et en studio, le groupe joue aux côtés du claviériste et tromboniste Gabrial McNair et du claviériste et trompettiste Stephen Bradley.
Le style ska de leur chanson Trapped in a Box (1992), incluse dans leur premier album, No Doubt (1992), n'atteint pas le succès escompté. Leur deuxième album The Beacon Street Collection (1993) est caractérisé par un son ska punk et publié indépendamment sous leur propre label. Il compte plus de 100 000 exemplaires vendus en 1995. L'album Tragic Kingdom (1995), certifié disque de platine, aidera à lancer le revirement de la troisième vague du ska des années 1990, et Don't Speak, le troisième single de l'album, passe plus de 16 semaines au classement Billboard Hot 100 Airplay.
L'album Return of Saturn (2000), malgré son single à succès Simple Kind of Life, n'atteint pas le succès escompté, mais réussit à recevoir le prix du meilleur album rock à la 43e édition des Grammy Awards. Après leur tournée en 2004, les membres se consacrent à leur carrière solo ; en particulier Stefani avec deux albums solo à succès, Love. Angel. Music. Baby. (2004) et The Sweet Escape (2006), et Tom Dumont avec l'album Invincible Overlord. Le groupe se réunit en 2009.

## Biographie

### Débuts (1986–1995)
Le groupe est formé en 1986 par John Spence et Eric Stefani, respectivement au chant et au clavier. De nombreux musiciens viendront compléter le groupe sans jamais s'y installer à long terme. C'est Eric qui, trouvant à sa sœur Gwen une jolie voix, la pousse à rejoindre le groupe en tant que choriste. Mais la jeune fille qui à cette époque est au lycée ne se sent pas vraiment à l'aise sur scène. Son frère doit donc lourdement insister pour qu'elle continue. Un peu plus tard, Tony Kanal, qui apprécie énormément le groupe, demande à en faire partie en tant que bassiste. Il deviendra un des quatre membres encore présents dans le groupe actuellement.
En décembre 1987, John Spence se suicide. Profondément affecté par cette mort, le groupe décide d'arrêter son activité. En date, les raisons de son suicide sont toujours floues. Sa vie difficile mais aussi son manque de compétences en tant que chanteur l'auraient profondément déprimé. Finalement No Doubt décide de se reformer et de continuer sur sa lancée en pensant que c'est ce que John aurait souhaité. Gwen ne se sentant pas le courage d'assumer le rôle de chanteuse principale, c'est Alan Meade le trompettiste qui prend la place de John, Gwen restant à sa place de deuxième chanteuse. Mais quelques mois plus tard, il quitte le groupe parce que sa petite amie est enceinte et qu'il veut travailler. Cette fois, Eric réussit à convaincre non sans mal sa sœur de devenir la chanteuse du groupe. No Doubt prend alors un nouvel élan. Peu de temps après, c'est Tom Dumont, ancien guitariste dans le groupe de metal de sa sœur, qui fait son entrée et devient le 4e membre de No Doubt. L'année suivante marque l'arrivée d'Adrian Young qui, tombé sous le charme du groupe, en particulier de Gwen, fait croire qu'il sait jouer de la batterie, remplaçant ainsi Chris Webb. Les No Doubt sont maintenant entièrement formés.
L'énergie considérable déployée sur scène par Gwen assure au groupe un certain succès dans leur État d'origine et le groupe se retrouve assez rapidement avec un public de fans. Ils signent leur premier album No Doubt chez Interscope Records en 1992, mais auront beaucoup de mal à trouver un label pour le second, car l'album n'a pas rencontré un grand succès (30 000 exemplaires vendus). Le groupe décide alors de produire The Beacon Street Collection avec ses propres moyens, et enregistre celui-ci dans un hangar, en 1995 (7 millions d'albums vendus).

### DeTragic KingdomàRock Steady(1995–2003)
Quelques mois plus tard, Interscope Records décide de leur accorder un album supplémentaire, le groupe réalise ainsi Tragic Kingdom, disque de la consécration mondiale. De cet album est sorti en single le morceau Just a Girl, qui se fera brièvement remarquer, puis Don't Speak, une ballade inspirée par la rupture de la chanteuse avec Tony après une relation de sept ans. Ce morceau resta jusqu'à six mois premier dans les classements de certains pays. On décida alors de ressortir Just a Girl en single, suivi de Spiderwebs et Sunday Morning. Dix ans après leurs débuts, le groupe vend 16 millions d'exemplaires de Tragic Kingdom. Interscope en profite pour rééditer leur album auto-produit. Ironiquement, Eric Stefani, lassé de l'absence de succès et mécontent de la place de plus en plus importante prise par sa sœur, qui a composé une grande partie de Tragic Kingdom, quitte le groupe quelques mois avant le début de la gloire, pour se consacrer à plein temps à son métier de dessinateur pour la série d'animation Les Simpson. Le groupe est désormais accompagné par deux musiciens multi-fonctions (claviers, percussions, cuivres), Stephen Bradley et Gabrial McNair.
Le groupe sort en 2000 Return of Saturn, album qui est, selon les dires du groupe, très difficile à créer (un million d'exemplaires vendus) et qui marque un important investissement créatif de Gwen (qui le considère comme son favori). Sa relation avec Gavin Rossdale en est la source d'inspiration principale. Il est suivi de Rock Steady en 2001 (3 millions d'exemplaires vendus). Ce dernier marqua une rupture assez importante avec les précédents albums, faisant beaucoup appel à des rythmes et des sons électroniques. Le groupe voulait en effet se démarquer de Return of Saturn avec un album plus léger pour faire danser les gens. Gwen Stefani est désormais mariée au chanteur Gavin Rossdale du groupe Bush. En 2001, le groupe sort un coffret de singles à Noël, et un boom box contenant le best-of, un album de raretés, un DVD de tous ses clips et un DVD du Tragic Kingdom Tour, ainsi qu'une importante tournée en 2003. Il y a eu quelques apparitions solo de certains membres dans des bandes originales de films, voire dans des films (Tony et Gwen dans Zoolander, Gwen dans Aviator) ou lors de concerts avec d'autres musiciens, notamment pour la lutte contre le Sida ou pour Amnesty International.
Le groupe participe à l'album True Love de Toots and the Maytals, qui a gagné le Grammy du meilleur album reggae en 2004, et qui inclut de nombreux musiciens notables dont Willie Nelson, Eric Clapton, Jeff Beck, Trey Anastasio, Ben Harper, Bonnie Raitt, Manu Chao, The Roots, Ryan Adams, Keith Richards, Toots Hibbert, Paul Douglas, Jackie Jackson, Ken Boothe, et The Skatalites.

### Pause (2004–2009)
En 2004, Gwen Stefani commence sa carrière solo avec l'album Love. Angel. Music. Baby. suivi de The Sweet Escape en 2006.
Au début de 2005, Tom Dumont publie son propre projet solo, intitulé Invincible Overlord avec son ami et collaborateur Ted Matson, et Matt Costa pour la tournée de 2005. Adrian Young, le batteur du groupe participe à la tournée de Bow Wow Wow en 2004 et à plusieurs chansons de Here's to the Mourning d'Unwritten Law ainsi qu'à plusieurs concerts pour TheStart en 2006. Young jouera aussi sur Rock Star: Supernova pour Dilana.
En 2008, Tony Kanal collabore avec la chanteuse Pink sur l'album Funhouse. Kanal coproduira Sober, co-écrira Funhouse et chantera sur Crystal Ball.

### Retour etPush and Shove(2008–2013)
Le 24 novembre 2008, le groupe annonce sur son site officiel une tournée pour 2009 qui pourrait déboucher sur un nouvel album à enregistrer sans la présence de Gwen Stefani, mais à terminer après la tournée The Sweet Escape Tour de cette dernière. Cependant, la composition est lente, Gwen Stefani attendant un deuxième enfant. L'album est produit par Mark « Spike » Stent, qui a aussi produit et mixé Rock Steady.
No Doubt annonce une tournée à la fin de 2009 avec Paramore, The Sounds, Janelle Monáe, Bedouin Soundclash, Katy Perry, Panic! at the Disco, etd Matt Costa, et la sortie de leur album pour 2010. Un nouveau single, Stand and Deliver (reprise d’Adam and the Ants) sort, et le 16 juillet 2012, après quelques extraits apparus sur Internet, No Doubt dévoile la vidéo de Settle Down, premier extrait de Push and Shove, réalisé par Sophie Muller, qui sort le 24 septembre 2012. Le 3 novembre 2012, le groupe publie sa vidéo de la chanson Looking Hot qui, après plainte, sera considéré irrespectueux envers les natifs américains. En février 2013, le groupe annonce sur Twitter que de nouvelles chansons sont terminées.

### Deuxième pause et avenir (depuis 2013)
En octobre 2013, Tom révèle que le groupe est en pause et qu'il se réunira pour 2014. No Doubt joue au Global Citizen Festival de Central Park le 27 septembre 2014. No Doubt annonce aussi sa participation au Rock in Rio USA en mai 2015. Après la sortie du single solo de Gwen Stefani, Baby Don't Lie, elle annonce que le groupe travaille sur un nouvel album. Cependant, en avril 2015, Tony Kanal annonce le contraire, et qu'il n'y aura pas de nouvelles chansons.
No Doubt joue à plusieurs événements en 2015 comme le Global Citizen Earth Day Concert, le Rock In Rio USA, et est annoncé au Jazz Aspen Snowmass, dans le Colorado, au Riot Fest et au Carnival à Chicago, et au Kaaboo in Del Mar, Calif. En juin 2016, Stefani exprime ses doutes quant à l'avenir de No Doubt.

## Membres

### Membres actuels
- Gwen Stefani - chant (depuis 1986)
- Tony Kanal - basse (depuis 1987)
- Tom Dumont - guitare (depuis 1988)
- Adrian Young - batterie (depuis 1989)

### Membres de tournée
- Gabrial McNair - claviers, percussions, trombone, cuivres (depuis 1993)
- Stephen Bradley - claviers, percussions, cuivres (depuis 1995)

### Anciens membres
- Eric Stefani - claviers, accessoirement chant sur Paulina (1986–1995)
- John Spence - chant (décédé ; 1986–1987)
- Alan Meade - trompette, chant (après le décès de John Spence)
- Chris Leal – basse (1986–1987)
- Kevin Wells – trombone (1986–1987)
- Jerry McMahon – guitare (1986–1988)
- Tony Meade – saxophone (1986–1988)
- Gabriel Gonzalez – trompette (1986–1990) (†)
- Chris Webb – batterie (1986–1989)
- Paul Caseley – trombone (1987–1990)
- Eric Carpenter – saxophone (1988–1994)
- Don Hammerstedt – trompette (1990–1992)
- Alex Henderson – trombone (1991–1993)
- Phil Jordan – trompette (1992–1995)

## Vidéographie
- Live in the Tragic Kingdom - VHS (1998)
- Rock Steady Live - DVD (2003)
- The Videos 1992-2003 - DVD (2004)
- Live in the Tragic Kingdom - DVD (2006)